# 流星串

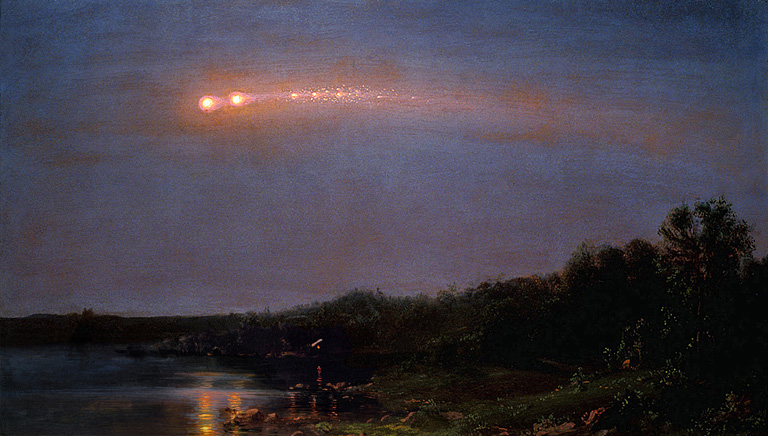
弗雷德里克·愛德溫教堂，"1860年的流星串。

流星串這個名詞用來描述掠過地球產生碎裂，而且這些碎片在天空中有著相同路徑的流星體 (同時參見越地小行星列表)。依據物理學家唐納德·奧爾森所說，只有幾個已知的實例，包括：
- 1783年8月18日大流星[1][2]
- 1860年7月20日流星串：唐納德·奧爾森相信這是沃爾特·惠特曼的詩中所描述的1859-60年的流星[3][4]
- 1913年2月9日流星串：是在北美洲，特別是加拿大的上空地區，一串由西北向東南緩慢的鏈狀。

## 外部連結
- Meteors, Meteoroids, and Meteorites （页面存档备份，存于）